# Puchar Ameryki Północnej w narciarstwie alpejskim mężczyzn 2024/2025
Puchar Ameryki Północnej w narciarstwie alpejskim mężczyzn w sezonie 2024/2025 to kolejna edycja tego cyklu. Pierwsze zawody odbyły się 10 grudnia 2024 r. w kanadyjskim ośrodku narciarskim Panorama, natomiast ostatnie zmagania sezonu zostały rozegrane 20 marca 2025 r. na stokach Sugarloaf w USA.
Wśród mężczyzn Pucharu Ameryki Północnej z sezonu 2023/2024 bronił Kanadyjczyk Simon Fournier. Tym razem najlepszy okazał się jego rodak Raphaël Lessard.

## Podium zawodów
| Lp. | Data              | Miejscowość     | Konkurencja | 1. miejsce               | 2. miejsce                 | 3. miejsce           |
| --- | ----------------- | --------------- | ----------- | ------------------------ | -------------------------- | -------------------- |
|     | 18 listopada 2024 | Aspen Highlands | Slalom      | Odwołano                 | Odwołano                   | Odwołano             |
|     | 19 listopada 2024 | Aspen Highlands | Slalom      | Odwołano                 | Odwołano                   | Odwołano             |
|     | 20 listopada 2024 | Copper Mountain | Gigant      | Odwołano                 | Odwołano                   | Odwołano             |
|     | 21 listopada 2024 | Copper Mountain | Gigant      | Odwołano                 | Odwołano                   | Odwołano             |
| 1.  | 10 grudnia 2024   | Panorama Resort | Supergigant | Brodie Seger             | Raphaël Lessard            | Isaiah Nelson        |
| 2.  | 11 grudnia 2024   | Panorama Resort | Supergigant | Raphaël Lessard          | Isaiah Nelson              | Johs Bråthen Herland |
| 3.  | 12 grudnia 2024   | Panorama Resort | Gigant      | Liam Wallace             | Asher Jordan Isaiah Nelson | —                    |
| 4.  | 13 grudnia 2024   | Panorama Resort | Gigant      | Isaiah Nelson            | Liam Wallace               | Asher Jordan         |
| 5.  | 14 grudnia 2024   | Panorama Resort | Slalom      | Stanley Buzek            | Camden Palmquist           | Matej Vidović        |
| 6.  | 15 grudnia 2024   | Panorama Resort | Slalom      | Jesse Kertesz-Knight     | Matej Vidović              | Jevin Palmquist      |
| 7.  | 27 stycznia 2025  | Mt. Norquay     | Slalom      | Jesse Kertesz-Knight     | Pierick Charest            | Jimmy Krupka         |
| 8.  | 28 stycznia 2025  | Mt. Norquay     | Slalom      | Max Malsiner             | Stanley Buzek              | Camden Palmquist     |
| 9.  | 29 stycznia 2025  | Lake Louise     | Gigant      | Liam Wallace             | Jacob Dilling              | Daniele Sette        |
| 10. | 30 stycznia 2025  | Lake Louise     | Gigant      | Liam Wallace             | Johs Bråthen Herland       | Nolan Sweeney        |
| 11. | 5 lutego 2025     | Kimberley       | Zjazd       | Kyle Alexander           | Raphaël Lessard            | Mattias Wilson       |
| 12. | 7 lutego 2025     | Kimberley       | Zjazd       | Kyle Alexander           | Raphaël Lessard            | Mattias Wilson       |
| 13. | 8 lutego 2025     | Kimberley       | Supergigant | Raphaël Lessard          | Kyle Alexander             | Kyle Blandford       |
| 14. | 9 lutego 2025     | Kimberley       | Supergigant | Raphaël Lessard          | Kyle Alexander             | Tanner Perkins       |
| 15. | 12 marca 2025     | Sugarloaf       | Zjazd       | Jeffrey Read             | Sam Morse                  | Tristan Lane         |
| 16. | 12 marca 2025     | Sugarloaf       | Zjazd       | Raphaël Lessard          | Wiley Maple                | Jeffrey Read         |
| 17. | 13 marca 2025     | Sugarloaf       | Supergigant | Riley Seger Kyle Negomir | —                          | Jeffrey Read         |
| 18. | 14 marca 2025     | Sugarloaf       | Supergigant | Raphaël Lessard          | Kyle Negomir               | Loïc Chable          |
| 19. | 18 marca 2025     | Sugarloaf       | Gigant      | Ryder Sarchett           | Johs Bråthen Herland       | Isaiah Nelson        |
| 20. | 19 marca 2025     | Sugarloaf       | Slalom      | Matej Vidović            | Stanley Buzek              | Camden Palmquist     |
|     | 19 marca 2025     | Sugarloaf       | Gigant      | Odwołano                 | Odwołano                   | Odwołano             |
| 21. | 20 marca 2025     | Sugarloaf       | Slalom      | Matej Vidović            | Raphaël Lessard            | Cooper Puckett       |

## Klasyfikacje
| Lp. | Zawodnik             | Punkty |
| --- | -------------------- | ------ |
| 1.  | Raphaël Lessard      | 1154   |
| 2.  | Johs Bråthen Herland | 556    |
| 3.  | Isaiah Nelson        | 444    |
| 4.  | Kyle Blandford       | 438    |
| 5.  | Tanner Perkins       | 419    |
| 6.  | Liam Wallace         | 404    |
| 7.  | Matej Vidović        | 396    |
| 8.  | Kyle Alexander       | 360    |
| 8.  | Jesse Kertesz-Knight | 360    |
| 10. | Jacob Dilling        | 316    |

| Lp. | Zawodnik        | Punkty |
| --- | --------------- | ------ |
| 1.  | Raphaël Lessard | 310    |
| 2.  | Kyle Alexander  | 200    |
| 3.  | Jeffrey Read    | 160    |
| 4.  | Kyle Blandford  | 158    |
| 5.  | Hunter Salani   | 140    |
| 6.  | Mattias Wilson  | 120    |
| 7.  | Wiley Maple     | 109    |
| 7.  | Tanner Perkins  | 109    |
| 9.  | Sascha Gilbert  | 104    |
| 10. | Riley Seger     | 95     |

| Lp. | Zawodnik             | Punkty |
| --- | -------------------- | ------ |
| 1.  | Raphaël Lessard      | 530    |
| 2.  | Tanner Perkins       | 237    |
| 3.  | Brodie Seger         | 219    |
| 4.  | Kyle Blandford       | 204    |
| 5.  | Kyle Negomir         | 180    |
| 6.  | Johs Bråthen Herland | 174    |
| 7.  | Kyle Alexander       | 160    |
| 8.  | Riley Seger          | 150    |
| 9.  | Sascha Gilbert       | 142    |
| 10. | Isaiah Nelson        | 140    |

| Lp. | Zawodnik             | Punkty |
| --- | -------------------- | ------ |
| 1.  | Liam Wallace         | 380    |
| 2.  | Johs Bråthen Herland | 254    |
| 3.  | Isaiah Nelson        | 240    |
| 4.  | Asher Jordan         | 214    |
| 5.  | Jacob Dilling        | 207    |
| 6.  | Thomas Hoffman       | 161    |
| 7.  | Ryder Sarchett       | 149    |
| 8.  | Étienne Mazellier    | 144    |
| 9.  | Daniele Sette        | 137    |
| 10. | Jesse Kertesz-Knight | 125    |

| Lp. | Zawodnik             | Punkty |
| --- | -------------------- | ------ |
| 1.  | Matej Vidović        | 396    |
| 2.  | Raphaël Lessard      | 263    |
| 3.  | Stanley Buzek        | 260    |
| 4.  | Jesse Kertesz-Knight | 235    |
| 5.  | Camden Palmquist     | 200    |
| 6.  | Max Malsiner         | 196    |
| 6.  | Pierick Charest      | 196    |
| 8.  | Justin Bigatel       | 167    |
| 9.  | Jevin Palmquist      | 140    |
| 10. | Johs Bråthen Herland | 128    |